# 圣安杰洛-因瓦多
圣安杰洛-因瓦多（義大利語：Sant'Angelo in Vado），是意大利佩薩羅和烏爾比諾省的一个市镇。总面积67.44平方公里，人口4115人，人口密度61.0人/平方公里（2008年）。ISTAT代码为041057。